# Rhabdomys
Rhabdomys — рід мишоподібних гризунів родини мишових (Muridae). Включає два види.

## Поширення
Представники роду поширені в Південній та Східній Африці південніше ДР Конго, Уганди та Кенії. Трапляються в саванах і напівпустелях, регіонах середземноморського типу рослинності, на сільськогосподарських полях, в сільських садах та міських парках.

## Опис
Дрібні гризуни. Тіло завдовжки 90-135 мм, хвіст — 60-135 мм. Вага тіла до 85 г. Хутро жорстке, сірого забарвлення. На спині є чотири чорні повздовжні сміги та три білі. Череп має короткий рострум, добре розвинені надорбітальні гребені та витягнуті піднебінні отвори. Поверхня черепа і внутрішня частина шкіри часто чорні або темні через відкладення меланіну.

## Види
- Rhabdomys dilectus
- Rhabdomys pumilio